# Transrapid 02
A Transrapid 02 a német Krauss-Maffei által kifejlesztett maglev vonat volt. 
1971-ben készült el belőle egy szerelvény. Maximális sebessége 
164 km/h volt. A prototípus motorvonat 6 személyes volt.